# Gnatholepis argus
Gnatholepis argus är en fiskart som beskrevs av Helen K. Larson och Buckle 2005. Gnatholepis argus ingår i släktet Gnatholepis och familjen smörbultsfiskar. Inga underarter finns listade i Catalogue of Life.